# Sarah Gunni
Sarah Gunni es una deportista danesa que compitió en vela en la clase Europe. Ganó una medalla de oro en el Campeonato Europeo de Europe de 2006.

## Palmarés internacional
| \| Campeonato Europeo \| Campeonato Europeo \| Campeonato Europeo \| Campeonato Europeo \| \| Año \| Lugar \| Medalla \| Clase \| \| ------------------ \| ------------------ \| ------------------ \| ------------------ \| \| 2006 \| Marsala (Italia) \| Medalla de oro \| Europe \| |                  |                |        |
| Campeonato Europeo |                  |                |        |
| Año | Lugar            | Medalla        | Clase  |
| 2006 | Marsala (Italia) | Medalla de oro | Europe |